# Arthur Barrow

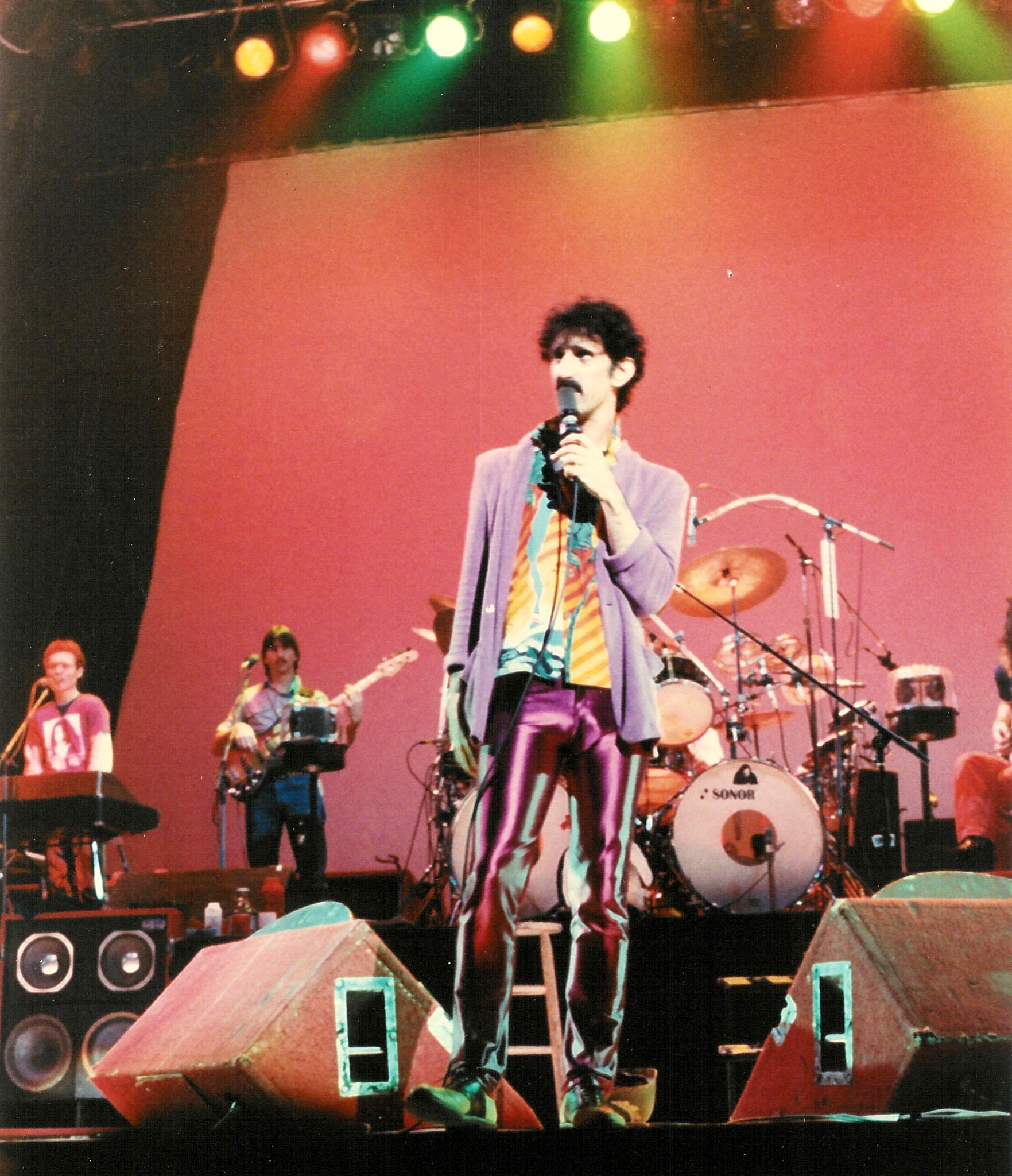
Arthur Barrow (2. v. l.) und Frank Zappa mit Band während eines Konzerts im Memorial Auditorium, Buffalo, New York, am 25. Oktober 1980

Arthur William Barrow (* 28. Februar 1952 in San Antonio, Texas) ist ein US-amerikanischer Rockmusiker. Sein Hauptinstrument ist der E-Bass, er spielt aber auch E-Gitarre, Keyboard und Orgel. Bekannt wurde er Ende der 1970er Jahre durch seine Zusammenarbeit mit Frank Zappa. Später wurde er für weitere namhafte Künstler tätig, darunter auch The Doors, Arthur Brown, Janet Jackson, Joe Cocker, die Pointer Sisters und Billy Idol.

## Leben

### Jugend
Arthur Barrow wuchs in Alamo Heights, einem Stadtteil von San Antonio, in einem musikalischen Elternhaus auf. Vater wie Großvater spielten Klavier und Orgel, wobei Großvater Barrow ein strenger Lehrer war. Mit 13 Jahren hatte Arthur Barrow durch Autowaschen in der Nachbarschaft so viel Geld gespart, dass er sich seine erste E-Gitarre samt Verstärker kaufen konnte. Das Gitarrespiel brachte er sich selbst bei, indem er Stücke nachspielte, die ihm gefielen – zunächst Surfsongs von den Ventures, später Stücke von Jimi Hendrix und noch später Zappa-Songs. Sein musikalisches Talent half ihm, während der Schulzeit in mehreren Gruppen von lokaler Bedeutung mitzuspielen.

### Ausbildung
1970 nahm Arthur Barrow ein Musikstudium auf. An der „North Texas State University“ in Denton/Texas belegte er die Fächer Komposition und Orgel. Noch während des Studiums brachte er sich bei, Bassgitarre zu spielen. Außerdem nutzte er die Möglichkeiten der Universität, um sich im Labor für elektronische Musik Kenntnisse der dort vorhandenen modularen Moog-Synthesizer anzueignen. Zwangsläufig kam er an der Hochschule auch mit der Musik von Karlheinz Stockhausen, Béla Bartók, John Carter oder auch John Coltrane in Berührung. „Die Jahre an der Musikschule haben die Bandbreite meines musikalischen Bewusstseins erheblich erweitert und beeinflussen mein Denken sogar noch heute“, sagt Barrow rückblickend. 1975 legte er den Bachelor-of-Music-Abschluss „cum laude“ in den Fächern Komposition und Elektronische Musik ab.

### Erste Schritte als Profimusiker
Nach seiner Ausbildung zog Arthur Barrow nach Los Angeles. Dort wollte er Profimusiker werden, und er hatte sich vorgenommen, in der Band von Frank Zappa zu spielen. Gleichwohl musste er zunächst, um überhaupt Musik machen zu können und in Übung zu bleiben, alle möglichen Engagements annehmen. So spielte er mit Top-40-Bands in Nachtclubs, auf Hochzeiten, Schulfeten und bei Sessions. Auf eine Annonce hin bewarb er sich eines Tages für ein Vorspiel und erfuhr dabei zufällig, dass der frühere Mothers-Keyboarder Don Preston ebenfalls in jener Band unterzukommen versuchte. Barrows wurde engagiert. Über Preston lernte er in der Folge die Fowler-Brüder – ebenfalls einstige Mothers-Musiker – sowie den Doors-Gitarristen Robbie Krieger kennen. Mit den Doors nahm er das Album An American Prayer auf, welches 1978 erschien. Gegen Ende der 1970er Jahre gründete er zusammen Don Preston und Bruce Fowler eine Jazzband namens „Loose Connection“. Das Ensemble absolvierte im Raum Los Angeles einige Auftritte und traf sich in Echo Park, einem Stadtteil von Los Angeles, zu Aufnahmen in einem Tonstudio. Weitere Studiosessions entstanden im Dezember 1978 in Hollywood, diesmal mit dem Schlagzeuger Vinnie Colaiuta. 

### Engagement bei Frank Zappa
Kurz zuvor, im Sommer 1978, erhielt Arthur Barrow von einem Freund den Tipp, dass Frank Zappa nach einem neuen Bassisten suchte. Er bewarb sich um einen Vorspieltermin, den er erhielt. Das Vorspiel erstreckte sich über mehrere Tage, danach wurde Barrow engagiert. Kurz nach der Rückkehr von der ersten Tournee mit Zappa übertrug dieser ihm 1979 die Aufgabe des „Clonemeisters“ – so nannte Zappa den musikalischen Direktor, der während seiner Abwesenheit die Proben der Band zu leiten hatte. Ende des Jahres 1980 schied Barrow aus der Liveband aus, mit der er bis dahin fünfmal auf Tournee gewesen war. Trotzdem blieb er noch einige Jahre für Zappa tätig, leitete die Bandproben und spielte während der Studiosessions außer dem Bass auch Gitarre und Keyboards. Arthur Barrow war an insgesamt 20 Zappa-Alben beteiligt. 

### Weiterer Werdegang
In den frühen 1980er Jahren frischte Barrow seine Kontakte zu Robbie Krieger auf. Mit diesem gründete er eine Liveband namens „Red Shift“, die in der Folge einige Auftritte im Großraum Los Angeles hatte. Vor allem verbrachte er seine Zeit damit, zuhause mit spärlichem Equipment Stücke zu komponieren und diese aufzunehmen. Mit dem Captain-Beefheart-Schlagzeuger Robert Williams spielte er das Album Late One Night (1982) ein, mit Robbie Krieger nahm er Versions (1983) auf. Außerdem war er mit den Sängerinnen Irene Cara (What a Feelin’, 1983) und Janet Jackson (Dream Street, 1984) im Studio und wirkte an zwei im Jahr 1985 erschienenen Debütalben mit: auf Pictures for Pleasure des damals erst 16-jährigen Gitarristen und Songwriters Charlie Sexton sowie auf Wild Child der Sängerin und Schauspielerin E.G. Daily. Auch an den Aufnahmen der Musik für den Film The Breakfast Club war er beteiligt.
Im Januar 1985 eröffnete Barrow in Mar Vista bei Los Angeles sein „Lotek“-Aufnahmestudio. Etwa zur gleichen Zeit spielte er mit dem Human-League-Leadsänger Phil Oakey und dem Filmmusikkomponisten und Musikproduzenten Giorgio Moroder deren Album Philip Oakey & Giorgio Moroder (1985) ein. Die Zusammenarbeit mit Moroder erwies sich als fruchtbar. „Von Moroder lernte ich eine Menge über die Praxis kommerzieller Musikproduktionen und über Filmmusiken“, sagt Barrow auf seiner Homepage. Er komponierte zwar nur eine Filmmusik – den Soundtrack zu der Horrorkomödie Beverly Hills Body Snatchers (deutscher Titel: Flotte Jungs auf Zombiejagd) – aber er war an einer Vielzahl von Filmmusiken beteiligt. Unter anderem wirkte er mit an den Soundtracks von Scarface, Topgun, The Doors, Electric Dreams, D.C. Cab (Chaotenclique), Quicksilver, The Never Ending Story (Die unendliche Geschichte), Iron Eagle (Der Stählerne Adler), The Twilight Zone, Heavenly Bodies (Himmelskörper) und Waxworks II – Lost in Time (Spaceshift). Er schrieb die Filmmusiken für die Neuvertonungen der Stummfilme Torrent (mit Greta Garbo, 1926, neu vertont 2001), The Boob (Tölpel, mit Joan Crawford, 1926, neu vertont 2003) und The Cameraman (Der Kameramann, mit Buster Keaton, 1928, neu vertont 2003). Außerdem war er an der Vertonung einiger Fernsehproduktionen beteiligt, darunter The Great Eclipse, Saviors of the Forest, Fast Times und Misfits of Science. 
Als ausführender Musiker, Autor oder Coautor, Arrangeur, Tontechniker oder Produzent wurde Arthur Barrow für viele Musiker tätig. Neben den schon erwähnten Robbie Krieger und Robert Williams, mit denen er mehrfach zusammenarbeitete, sind die bekanntesten der britische Rhythm-and-Blues-Sänger Joe Cocker, der US-amerikanische Rocksänger Eddie Money, der ehemalige Zappa-Leadsänger Ike Willis, der Sänger und Songwriter Kenny Loggins, der Rocksänger Billy Idol, Randy Californias Rockband Spirit, der Synthesizer-Spezialist Don Preston, die Pointer Sisters, die Soul- und Popsängerin Diana Ross, der Keyboarder Keith Emerson, die amerikanische New-Wave-Gruppe The Motels, die deutsche Sängerin Nina Hagen und die Popband Berlin. 
Etliche Aufnahmen der Band From Utopia wurden Mitte der 1990er Jahre in Arthur Barrows Studio produziert. Die Gruppe, in der etliche ehemalige Zappa-Musiker versammelt waren, spielte vorwiegend Zappa-Songs nach und brachte bis zum Jahr 2002 insgesamt drei Alben und eine DVD heraus. Barrow war an sämtlichen Einspielungen beteiligt; auf Tournee war er mit der Gruppe, die sich später in „Banned From Utopia“ umbenannte, in den Jahren 1998, 2000 und 2014.

## Diskografie

### Solo
- In the Mood – 1985, Single
- Music for Listening – 1991
- Eyebrow Razor – 1995
- AB3 – 1999
- On Time – 2003

### Mit anderen Musikern
- The Doors: American Prayer – 1978
- Robert Williams: Buy My Record – 1981 (EP)
- Noisuf: Noisuf – 1981, noch nicht veröffentlicht
- Robert Williams: Late One Night – 1982
- Arthur Brown: Requiem – 1982
- Acid Casualties: Panic Station – 1982
- Robbie Krieger: Versions – 1983
- Irene Cara: What a Feelin’ – 1983
- Heavenly Bodies: Heavenly Bodies – 1984
- Janet Jackson: Dream Street – 1984
- Metropolis: Metropolis – 1984
- Philip Oakey: Philip Oakey & Giorgio Moroder – 1985
- E.G. Daily: Wild Child – 1985
- The Motels: Shock – 1985
- Charlie Sexton: Pictures for Pleasure – 1985
- The Breakfast Club: The Breakfast Club – 1985
- Joe Cocker: Joe Cocker – 1986
- Eddie Money: Can’t Hold Back – 1986
- Ike Willis: Should’a Gone Before I Left – 1988
- New Frontier: New Frontier – 1988
- Kenny Loggins: Back to Avalon – 1988
- Robbie Krieger: No Habla – 1988
- Billy Idol: Charmed Life – 1990
- Spirit: Chronicles (1967–1992) – 1991
- Mona Lisa Overdrive: Mona Lisa Overdrive – 1993
- Don Preston: Vile Foamy Ectoplasm – 1993
- Joe Cocker: Best of Joe Cocker – 1993
- Pointer Sisters: Only Sisters Can Do That – 1993
- The Band From Utopia: A Tribute to the Music of Frank Zappa – Live Vol.1 & 2 – 1994
- The Band From Utopia: The Band From Utopia – 1995
- Neglected Orphans: Dances With Weasels – 1996
- Robbie Krieger: Versions/Robbie Krieger – 1996
- Robert Williams: Date With The Devil’s Daughter – 1998
- Thom Teresi: Street Smart – 1998
- Various Artists: Eyeinhand Sampler Volume 1 – 2001
- Zoogz Rift: Born in the Wrong Universe – 2001
- The Band From Utopia: A Tribute to the Music of Frank Zappa – 2001
- The Banned From Utopia: So Yuh don’t like Modern Art – 2002

### Mit Frank Zappa
- Joe’s Garage Act I und Joe’s Garage Act II & III – 1979
- Tinsel Town Rebellion – 1981
- Shut Up ’n Play Yer Guitar – 1981
- You Are What You Is – 1981
- Ship Arriving Too Late to Save a Drowning Witch – 1982
- The Man from Utopia – 1983
- Them or Us – 1984
- Thing-Fish – 1984
- We’re Only in It for the Money – 1985, Remix
- Cruising with Ruben & the Jets – 1985, Remix
- FZ Meets the Mothers of Prevention – 1985
- Guitar – 1988
- You Can’t Do That on Stage Anymore Sampler – 1988
- You Can’t Do That on Stage Anymore Vol. 1 – 1988
- You Can’t Do That on Stage Anymore Vol. 4 – 1991
- You Can’t Do That on Stage Anymore Vol. 6 – 1992
- The Lost Episodes – 1996
- Frank Zappa Plays the Music Of Frank Zappa – 1996
- Have I Offended Someone? – 1997
- Halloween – 2003
- BTB I: Anyway the Wind Blows – 1991
- BTB I: Saarbrücken 1978 – 1991
- BTB II: At the Circus – 1992[7]